# Spartacus de Paris
Stade
Maillots
Champion de France Élite 
1982 et 1983
Le Spartacus de Paris était un club français de football américain basé à Paris. Fondé par Laurent Plégelatte (30/09/1947- 14/12/2010) en 1980, le club disparaît en 1993.

## Histoire

### Précurseur (1981-1993)
Les Spartacus de Paris furent fondés en 1980 par Laurent Plégelatte, c'est le premier club de football américain fondé en France, après le départ des forces armées américaines de l'hexagone en 1969. Les bases militaires américaines présentes en France jusqu'alors, disposaient d'équipes disputant des compétitions européennes, les opposant aux autres bases militaires américaines situées en Europe. Le club participe au premier championnat en 1982 et remporte les deux premières éditions. Après leurs deux titres, les Spartacus jouent la finale en 1984 et 1986, mais perdent par deux fois face aux Anges Bleus. En 1990 l'équipe absorbe le club des Challengers de Paris.

### La fusion - Team Paris (1993)
Après plusieurs saisons au résultat moyen, le club disparait en 1993 en fusionnant avec leurs anciens adversaires les Anges Bleus de Joinville et les Frelons de Paris pour former le Team Paris, qui évoluera dans le championnat élite entre 1994 et 1996, avant de disparaître à son tour en 1997.

## Palmarès
- Casque d'or
  - Champion : 1982, 1983
  - Vice-champion : 1984, 1986

## Saison par saison
| Saison  | Division | Résultat           | Vic. | Nuls | Déf. | Pts pour | Pts Contre |
| ------- | -------- | ------------------ | ---- | ---- | ---- | -------- | ---------- |
| 1982    | D1       | Champion           | 0    | 0    | 0    | 0        | 0          |
| 1983    | D1       | Champion           | 0    | 0    | 0    | 0        | 0          |
| 1984    | D1       | Finaliste          | 0    | 0    | 0    | 0        | 0          |
| 1985    | D1       | Demi-finaliste     | 0    | 0    | 0    | 0        | 0          |
| 1986    | D1       | Finaliste          | 0    | 0    | 0    | 0        | 0          |
| 1987(1) | D1       | Quart de finaliste | 2    | 0    | 0    | 38       | 0          |
| 1988    | D1       | Poules             | 0    | 0    | 0    | 0        | 0          |
| 1989    | D1       | Quart de finaliste | 0    | 0    | 0    | 0        | 0          |
| 1990    | D1       | Demi-finaliste     | 0    | 0    | 0    | 0        | 0          |
| 1991    | D1       | Poule des as       | 0    | 0    | 0    | 0        | 0          |
| 1992    | D1       | Poule B            | 0    | 0    | 0    | 0        | 0          |
| 1993(2) | D1       | Quart de finaliste | 0    | 0    | 1    | 9        | 20         |

(1) Résultats des matches face aux Météores de Fontenay.
(2) Résultat du match face aux Spartiates d'Amiens.

## Bilan
| Compétition      | Type      | Participations | M.J. | Vic. | Nuls | Déf. | Pts pour | Pts Contre |
| ---------------- | --------- | -------------- | ---- | ---- | ---- | ---- | -------- | ---------- |
| D1 - Casque d'or | Saison(1) | 12             | 3    | 2    | 0    | 1    | 47       | 20         |
| D1 - Casque d'or | Play-offs | 9              | 13   | 6    | 0    | 7    | 186(2)   | 245(2)     |
| TOTAL            | TOTAL     | 12             | 16   | 8    | 0    | 8    | 233      | 265        |

(1) Résultats incomplets.
(2) Manque les scores des demi-finales 1982, 1983 et 1985.